# Mora
För andra betydelser, se Mora (olika betydelser).
Mora är en tätort och centralort i Mora kommun i Dalarnas län.
I Mora finns organisationen för Vasaloppet och orten är också dess målplats. Konstnären Anders Zorn föddes i Mora och hans bostad Zorngården är en stor turistattraktion, likaså Zornmuseet som ligger intill.

## Historia
I Mora-trakten har det bott folk sedan förhistorisk tid. Österdalälven var en bra kommunikationsled som bidragit till bosättningen i trakten och näset mellan Orsasjön och Siljan har haft bofast befolkning åtminstone sedan 600-talet e. Kr. Vid tiden kring år 1000 fanns en rik kultur som byggde på pälsdjursjakt, myrmalmshantering och fiske.
Namnet Mora kommer från det gamla dialektala ordet "mor", som betyder ungefär "tätare skog på fuktig mark". Mora socken uppkom antagligen under 1200-talet. Första gången namnet "Mora" nämns är i handlingar från 1325. År 1539 omfattade Mora storsocken 53 byar, varav vissa fanns dokumenterade redan på 1300-talet. Bland de äldsta byarna kan nämnas Sollerö och Färnäs.
Kring år 1300 byggdes en liten gråstenskyrka som i slutet av 1400-talet revs och ersattes av den nuvarande kyrkobyggnaden på samma plats. Kring kyrkan fanns ursprungligen ingen by alls, utan som kyrkby räknades oftast Lisselby längre västerut eller Mora-Noret, på andra sidan Dalälven. De enda gårdarna i Mora kyrkas närhet var prästgården, kaplansgården och klockargården. Här var även platsen för Mora marknad, med dels en Johannesmarknad vid midsommar, senare flyttad till 3-4 dagar i början av juli men indragen 1865, dels en kreatursmarknad under tre dagar i början av oktober. Under 1830-talet anlades det ett gästgiveri här, som senare blev Mora hotell, och 1838 fick Morastrand en ångbåtsbrygga. Under slutet av 1800-talet tillkom en rad industrier, flera sågverk, mekaniskt snickeri och gjuteri, en åkdonsfabrik (grundad i Öna på 1870-talet men senare flyttad hit), Anders Matsson (som startade i Kråkberg 1876 i liten skala), Anders Wikstrand som producerade tjärugnar med mera. En metodistkyrka invigdes 1896 och en missionskyrka samma år.
År 1893 blev Morastrand municipalsamhälle, 1908 köping. På 1910-talet omfattade Morastrand 176 gårdar, av vilka 20 låg i Lisselby. Mora-Noret var då ännu inte en del av Mora.

### Administrativa tillhörigheter
Dagens tätort omfattar ett flertal byar i det som var Mora socken.
Efter kommunreformen 1862 ingick bebyggelsen i Mora landskommun. I landskommunen inrättades 8 oktober 1893 Morastrands municipalsamhälle för de central delarna av bebyggelsen. Detta med närområde utbröts 1908 ur landskommunen och bildade Morastrands köping. Denna köpingskommun införlivade 1959 hela socknen/landskommunen och namnändrades då till Mora köping, vilken 1971 uppgick i Mora kommun med Mora som centralort.
I kyrkligt hänseende har Mora alltid hört till Mora församling.
Orten ingick till 1779 i Mora, Vänjan och Särna tingslag, därefter till 1843 i Mora, Sollerö, Venjan och Särna tingslag, därefter till 1948 i Mora tingslag och sedan till 1971 i Mora och Orsa tingslag. Sedan 1971 ingår Mora i Mora domsaga.

### Befolkningsutveckling

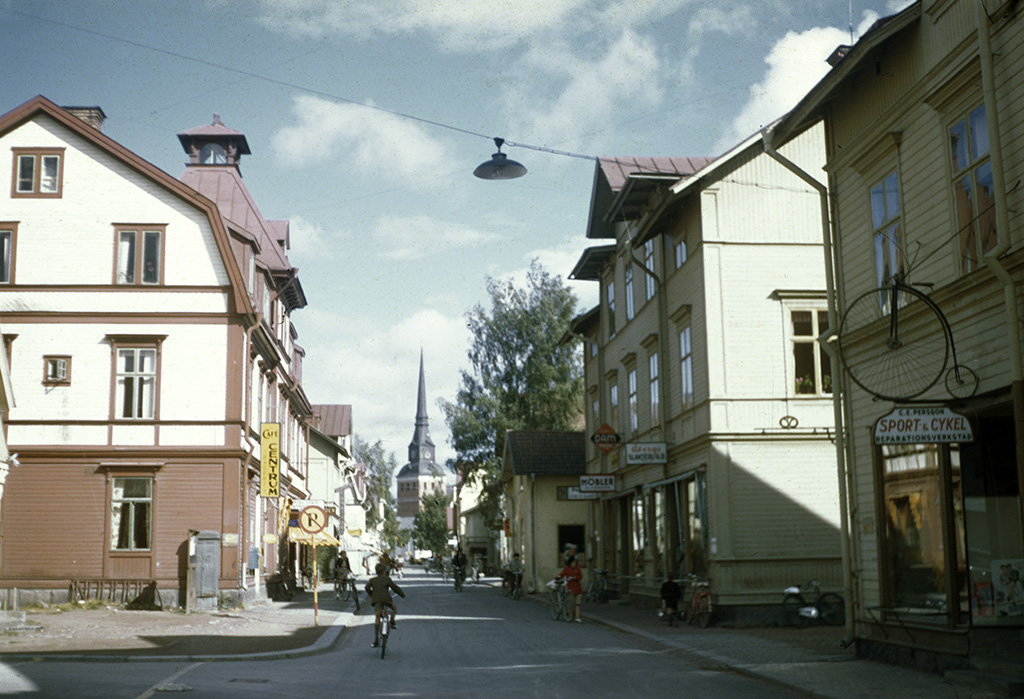
Kyrkogatan i Mora, 1947.

| Befolkningsutvecklingen i Mora 1900–2020                                                                                     | Befolkningsutvecklingen i Mora 1900–2020 | Befolkningsutvecklingen i Mora 1900–2020 | Befolkningsutvecklingen i Mora 1900–2020 | Befolkningsutvecklingen i Mora 1900–2020 |
| --- | ---------------------------------------- | ---------------------------------------- | ---------------------------------------- | ---------------------------------------- |
| |                                          |                                          |                                          |                                          |
| År |                                          |                                          | Folkmängd                                | Areal (ha)                               |
| 1900 | 1900                                     |                                          | 1 670                                    | †                                        |
| 1960 | 1960                                     |                                          | 6 032                                    |                                          |
| 1965 | 1965                                     |                                          | 6 930                                    |                                          |
| 1970 | 1970                                     |                                          | 7 891                                    |                                          |
| 1975 | 1975                                     |                                          | 8 772                                    |                                          |
| 1980 | 1980                                     |                                          | 10 107                                   |                                          |
| 1990 | 1990                                     |                                          | 10 875                                   | 1 160                                    |
| 1995 | 1995                                     |                                          | 11 224                                   | 1 216                                    |
| 2000 | 2000                                     |                                          | 10 797                                   | 1 219                                    |
| 2005 | 2005                                     |                                          | 10 940                                   | 1 235                                    |
| 2010 | 2010                                     |                                          | 10 896                                   | 1 236                                    |
| 2015 | 2015                                     |                                          | 12 602                                   | 1 714                                    |
| 2020 | 2020                                     |                                          | 12 854                                   | 1 771                                    |
| Anm.: Sammanvuxen med Öna 1965, med Kråkberg 1970, med Färnäs och Östnor 2015. † Befolkning runt ett municipalsamhälle 1900. |                                          |                                          |                                          |                                          |

## Geografi

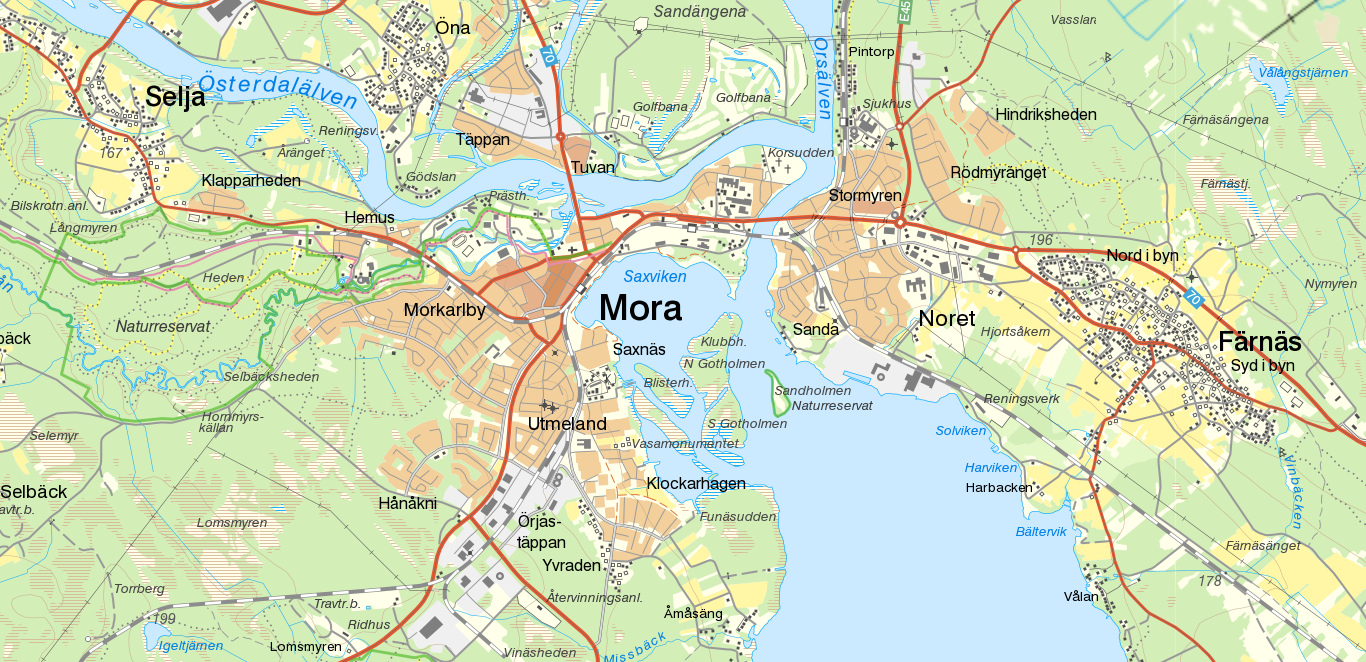
Karta över Mora.

Mora ligger mellan sjöarna Siljan och Orsasjön. Vid denna plats flyter Orsälven, från Orsasjön, och Österdalälven ihop och har sitt gemensamma utlopp i Siljans nordligaste del, kallad Saxviken. 
Centrum i tätorten Mora består av det gamla stationssamhället (senare köpingen) Mora Strand som under 1800-talet växte upp kring kyrkan på näset mellan Österdalälven och Siljan. Ett antal byar har genom historien växt ihop med Mora Strand, nämligen Noret, Färnäs, Lisselby, Morkarlby, Utmeland, Hemus, Selja, Långlet, Öna, Kråkberg och Östnor.
Österdalälven har präglat den natur som Mora är byggt på, främst genom de avlagringar den lämnat efter sig vid utloppet mot Siljan, där ett deltalandskap bildats och förändrats genom århundradena. Stora delar av området kring tätorten präglas av gamla älvfåror i olika stadier, och man kan räkna till fem olika utlopp, varav den senaste kom till år 1659 då älven bröt sig en ny fåra söder om Sandängarna. Dämningar och reglering av vattenflödet har minskat risken för dramatiska älverosioner, men årliga muddringar i Österdalälven är den enda garantin för att inte fler olyckor ska inträffa i framtiden.
Mora ligger på den västliga randen av Siljansringen som är resultatet av en meteorit som slog ner i området för cirka 350 miljoner år sedan (under den geologiska perioden devon). Förutom sjöarna och vattendragen runt om Mora domineras naturen av berg och dalar täckta av barrskog.

## Kommunikationer

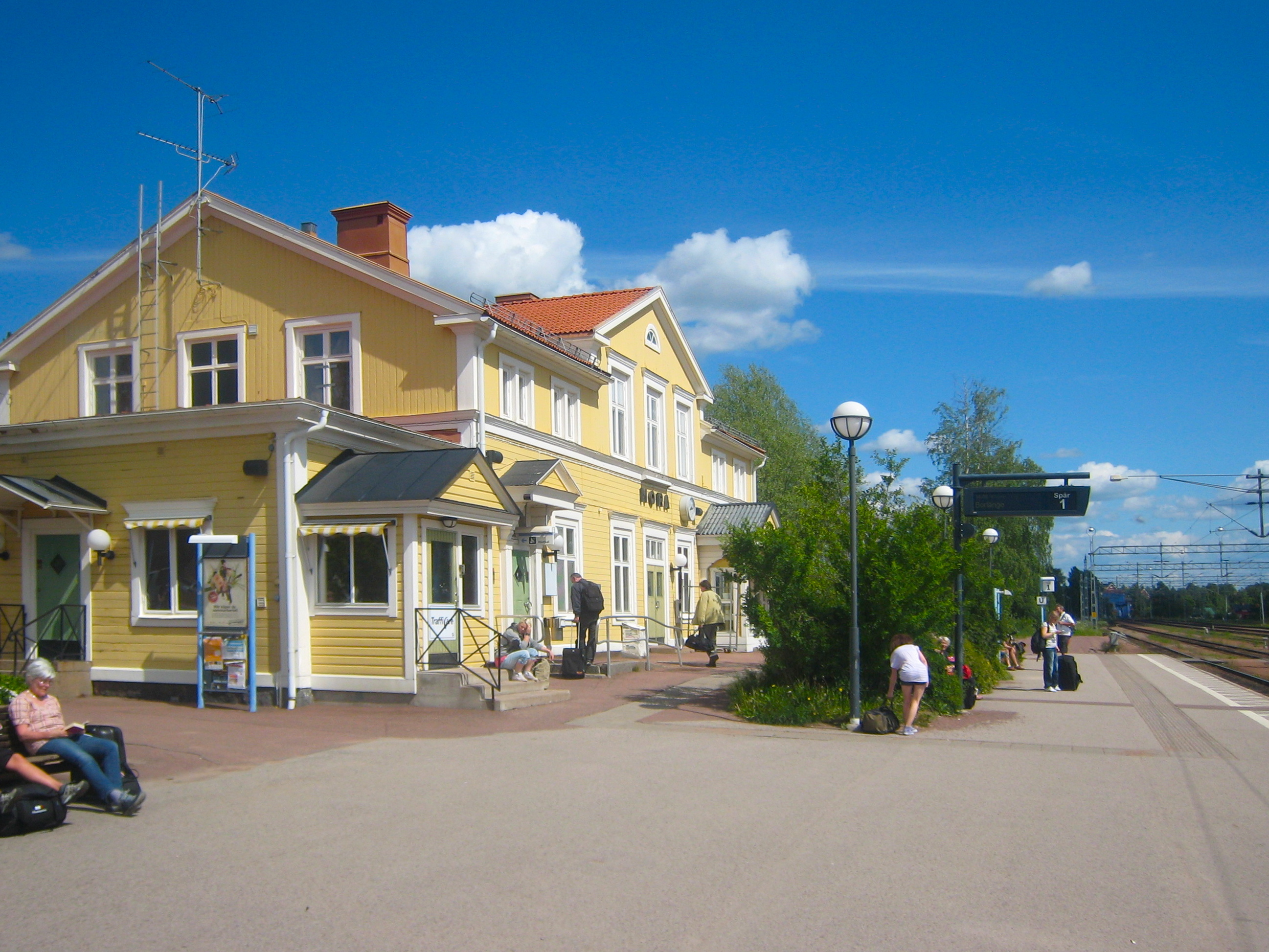
Mora station, före renoveringen.

E45, Riksväg 26 och Riksväg 70 går genom Mora.
Mora, som är en gammal järnvägsknut där Inlandsbanan korsar Dalabanan/Älvdalsbanan, har en järnvägsstation från vilken tåg mot Borlänge och Stockholm utgår. Ett nytt resecentrum med bussfickor har byggts på området, nya parkeringsytor har gjorts, och huvudperrongen har rustats upp och förlängts. Det finns även en hållplats vid kajen närmare centrum, Morastrand, där Tåg i Bergslagen och tågen på Inlandsbanan har sina ändhållplatser. Sommartid avgår Inlandsbanans tåg från Morastrand och Mora station till Östersunds centralstation via Orsa och Sveg. Sex kilometer söder om tätorten Mora ligger Mora-Siljan flygplats. Den saknade reguljär flygtrafik från våren 2019 fram till hösten 2024 då flygbolaget Jonair började trafikera sträckan Arlanda-Mora-Sveg.
Moras tätortstrafik består av fem busslinjer som utgår från Mora busstation. Dalatrafik trafikerar samtliga linjer.

## Näringsliv
Moras ekonomi har under lång tid baserats till stor del på turism och hantverk. I början av 1800-talet växte flera industrier upp i den på den tiden fattiga byn Östnor norr om Mora. Bönder började med tillverkning av olika hantverk som Moraklockor och Moraknivar. Senare har Mora Armatur och FM Mattsson (företagen gick 2003 ihop till Ostnor AB) i Östnor fått en allt större betydelse och numera är det Sveriges största center för tillverkning av vattenkranar.
Runt Saxviken i centrala Mora pågick sågverksamhet från slutet av 1800-talet till slutet på 1970-talet. Timmer flottades på Dalälven och drogs över Siljan med hjälp av spelflottar och senare av ångdrivna båtar. Vid Mora-Noret fanns ett skilje där timret sorterades efter ägare. Flottningen upphörde 1970.
I byn Nusnäs sydost om Mora tillverkas de berömda dalahästarna och i Våmhus norr om Mora finns en lång tradition av hårarbeten.

### Bankväsende
Kopparbergs enskilda bank inrättade ett kontor i Mora på 1870-talet. År 1903 grundades Mora folkbank. Den etablerade sig senare på flera orter varefter namnet år 1918 ändrades till Dalarnas folkbank. Året därpå övertogs den av Mälareprovinsernas bank. Vid 1920-talets början hade det även tillkommit kontor för Svenska Handelsbanken. Under 1920-talet uppgick Mälarbanken i Svenska Handelsbanken, medan Kopparbergsbanken uppgick i Göteborgs Bank. Mora har också haft ett sparbankskontor tillhörande Kopparbergs läns sparbank. Handelsbanken, Swedbank och Nordea har alltjämt kontor i Mora.

## Sevärdheter

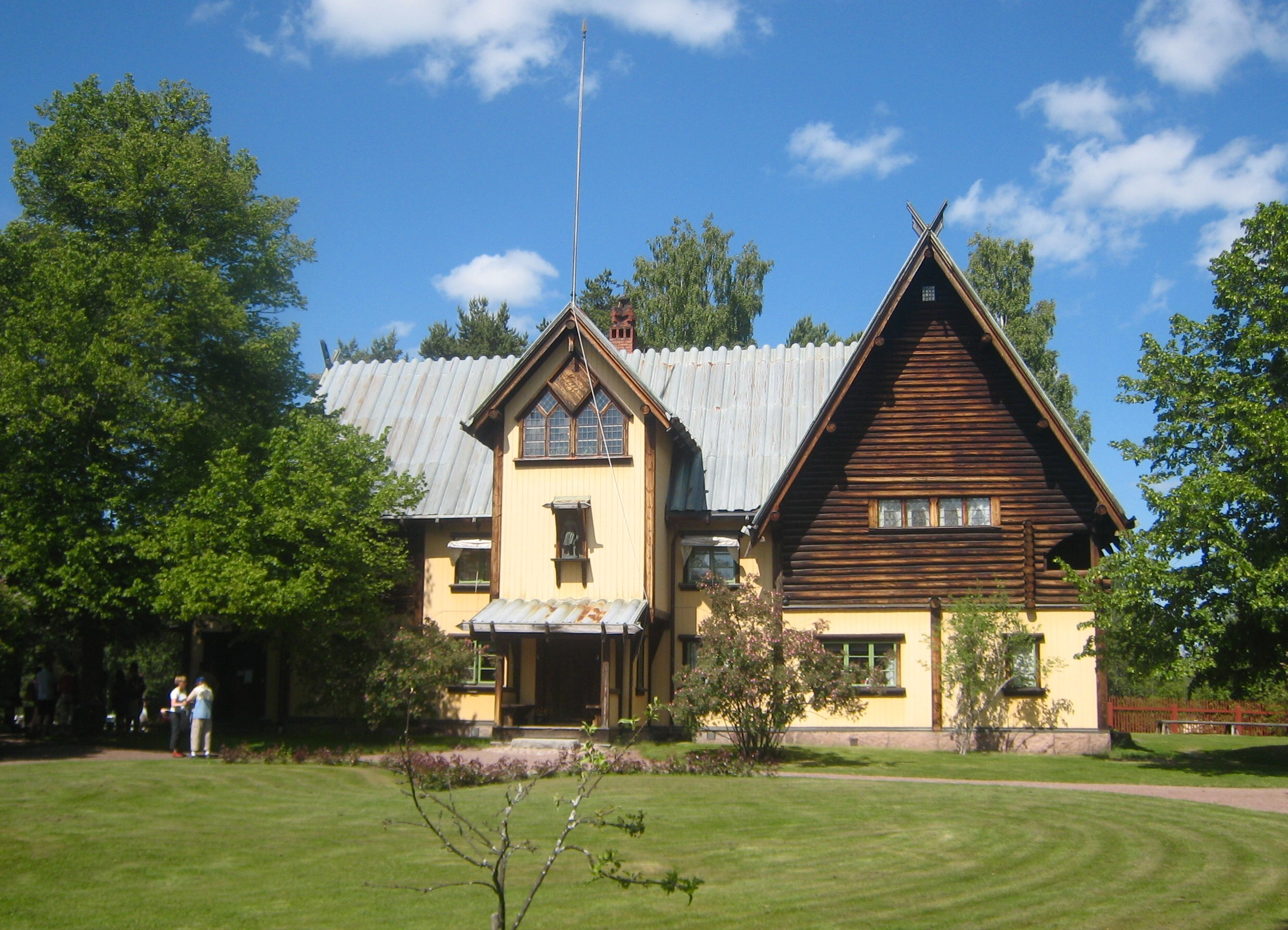
Zorngården.

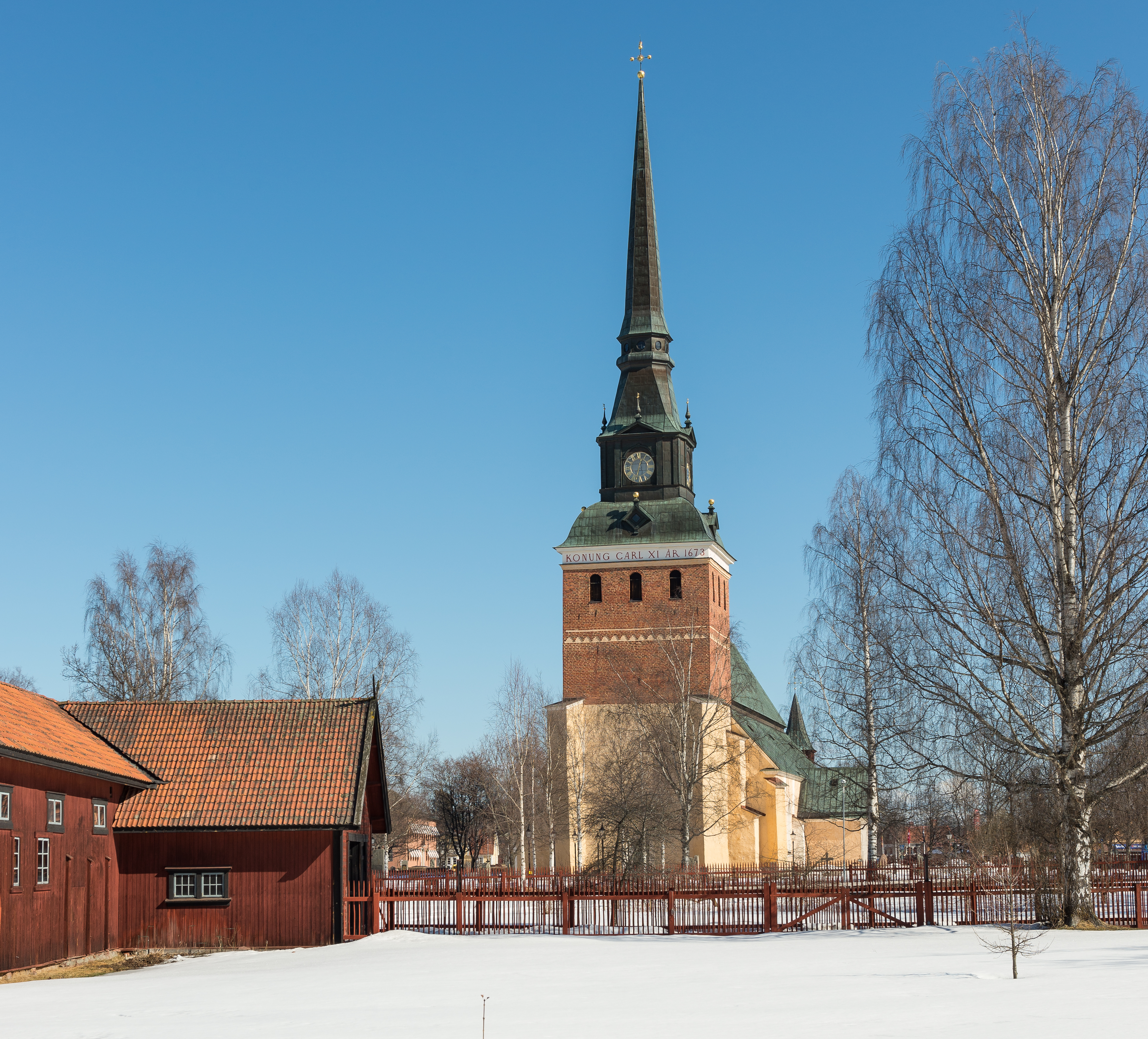
Mora kyrka sedd från Zorngården.

- Zorngården (Anders Zorns hem) och det närliggande Zornmuseet.
- Vasaloppsmålet och Vasaloppets hus.
- Anders Zorns staty över Gustav Vasa vid Vasaloppsmålet.
- Mora kyrka (med anor från 1200-talet).
- Utmelandsmonumentet med källaren där Gustav Vasa anses ha gömt sig undan danskarna.
- Zorns gammelgård och Zorns textilkammare.
- Tomteland
- Dalahäst-tillverkningen i Nusnäs.
- Mora Of Sweden och Frosts Knivfabrik (knivtillverkning).
- Ostnor och Mora Armatur (vattenkranstillverkning).
- Mora kulturhus
- Gamla bryggeriet, som nu innehåller en lazertag-arena.

## Skulpturer i Mora (urval)
- Anders Zorns staty i Mora över Gustav Vasa ställdes på en kulle som när han talade till folket i Mora 1520. Gustav Vasastatyn invigdes 11 juli 1903, den står nära Vasaloppsmålet.
- Christian Eriksson var en av de mest framstående skulptörerna på sin tid. Han skapde en staty över vännen Anders Zorn. Eriksson var samtida och vän med både Anders Zorn och Carl Larsson. Stensockeln till "Zornstatyn" är av ljusröd granitporfyr från Gesunda och ritades av Ragnar Östberg. Statyn över Anders Zorn invigdes på plats i Mora av prins Eugen vid midsommar 1936.
- Skulptören Per Nilsson-Öst kom ifrån Järvsö och han har utformat fyra skulpturer i Mora. Han skulpterade både i trä och brons. Skulpturen Häst med ridande barn står nära huvudentrén vid Mora lasarett, den visar en kvinna som hjälper ett barn upp på en häst. Sankt Mikael och draken är placerad på Kyrkogatan mitt i Mora.

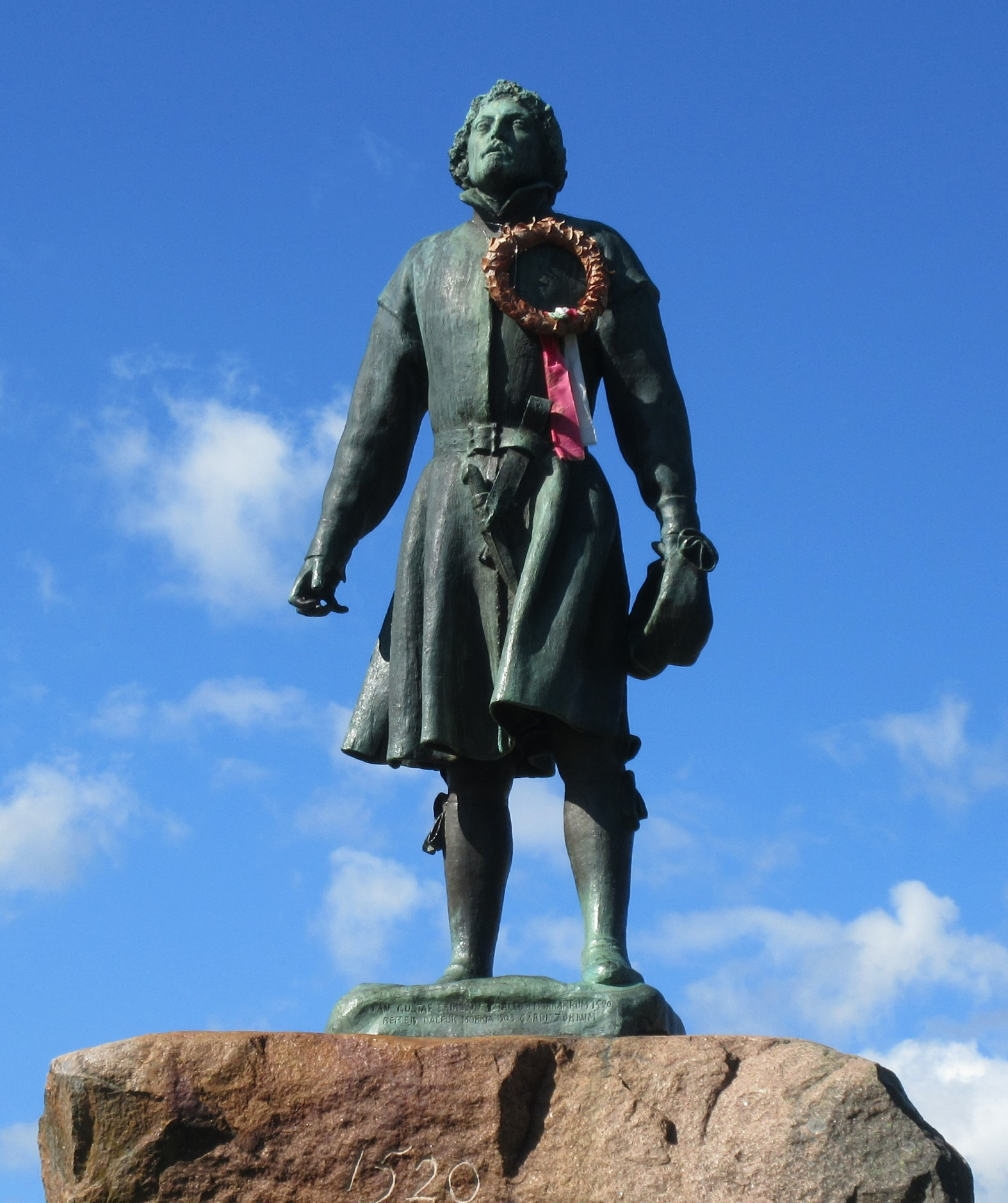
Staty över Gustav Vasa (1903), brons, av konstnären Anders Zorn.
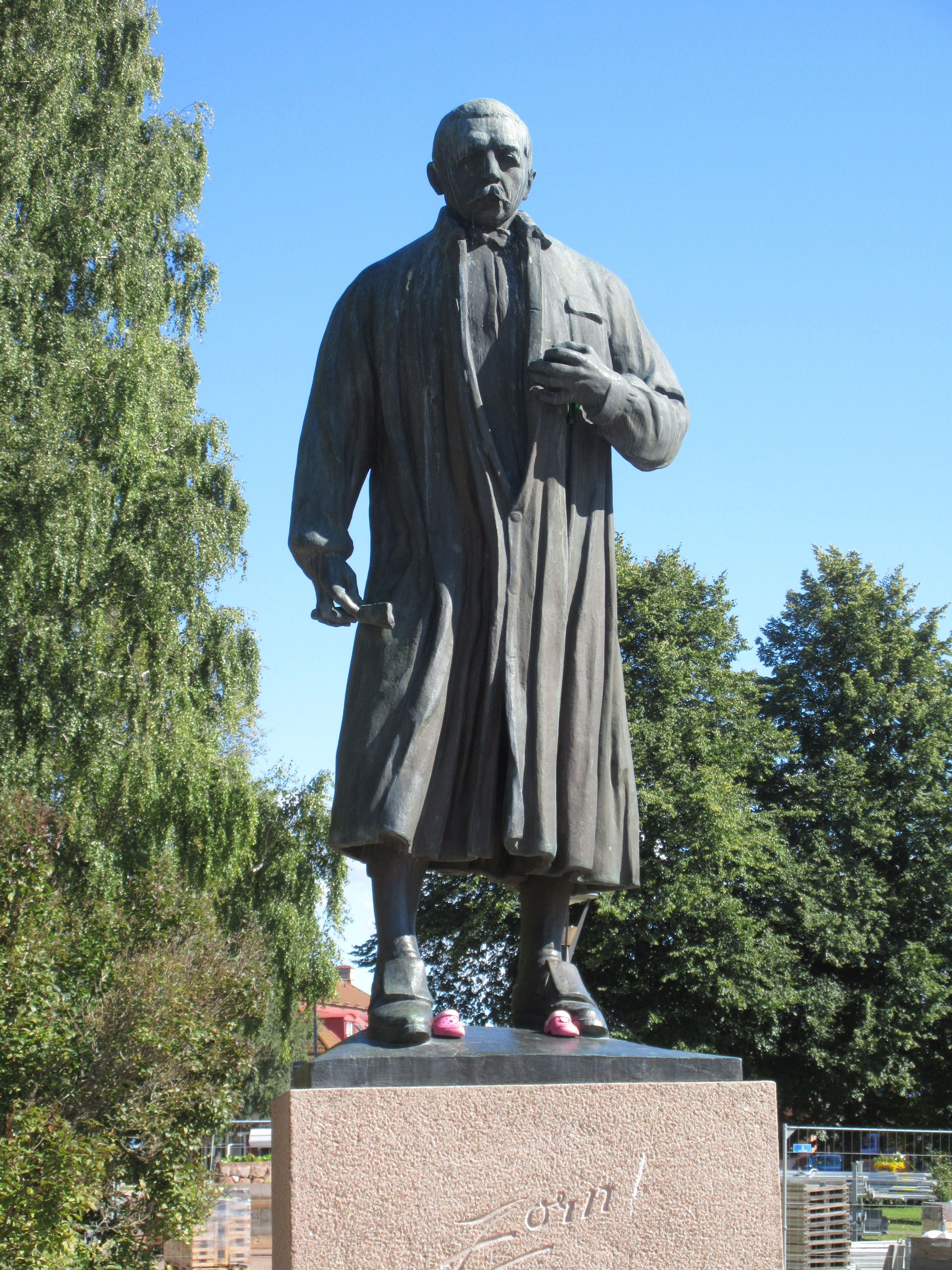
Staty över Anders Zorn (1936), brons, av skulptören Christian Eriksson.
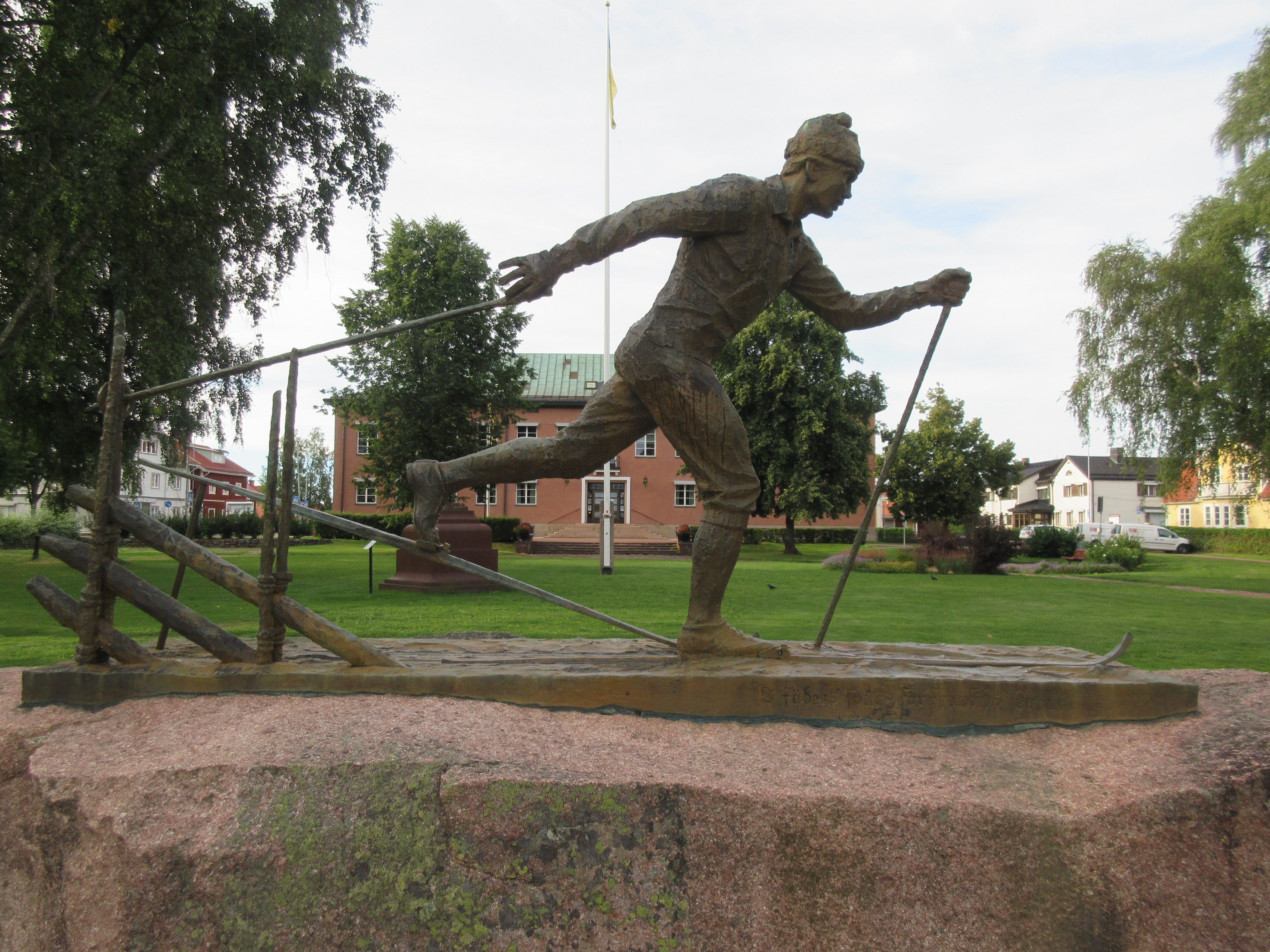
Staty över Vasaloppsåkaren (1974), brons, av Per Nilsson-Öst, en gåva från Mora kommun till det 50:e vasaloppet 1973. Den restes 1974.
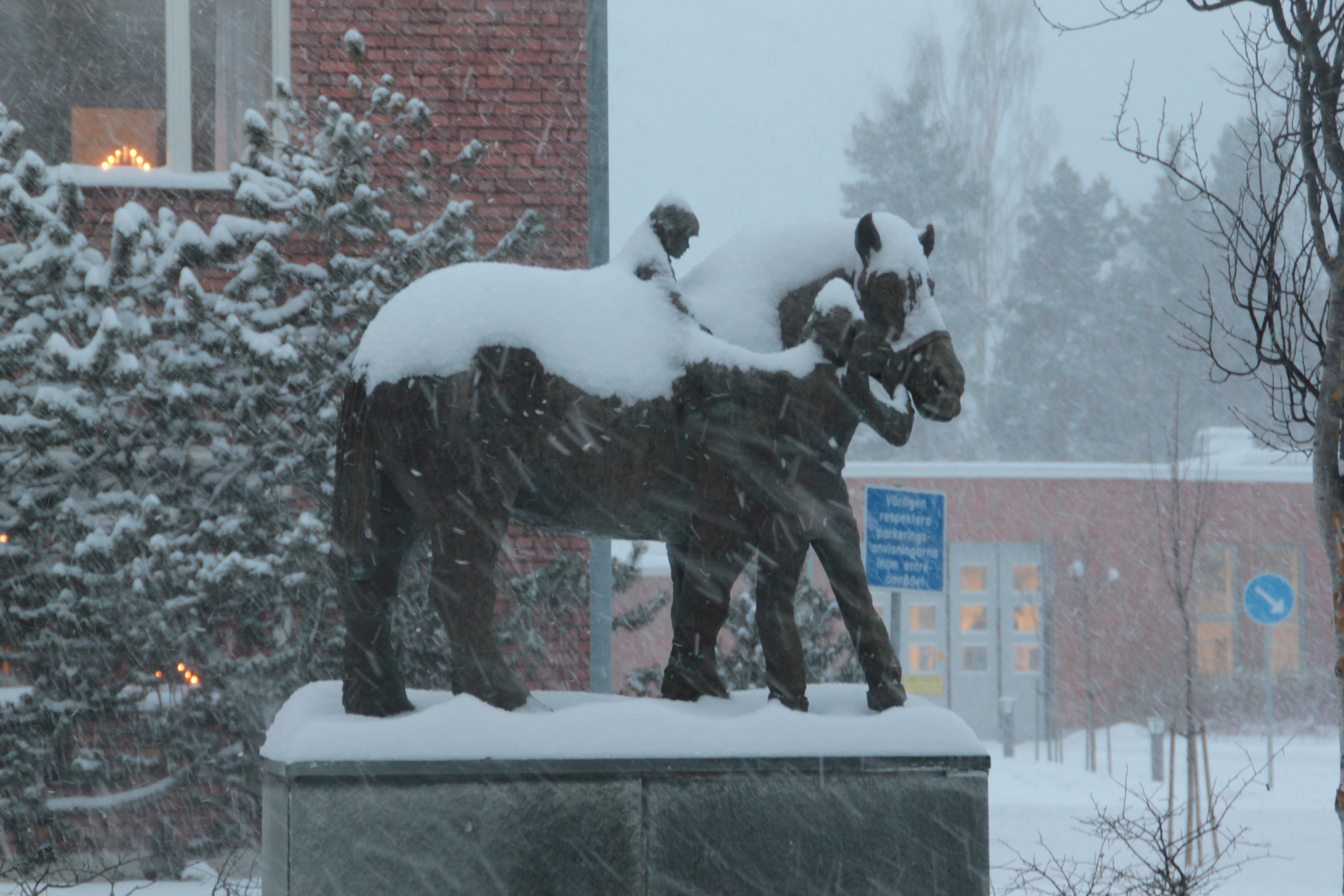
Häst med ridande barn (1979), brons, av Per Nilsson-Öst.
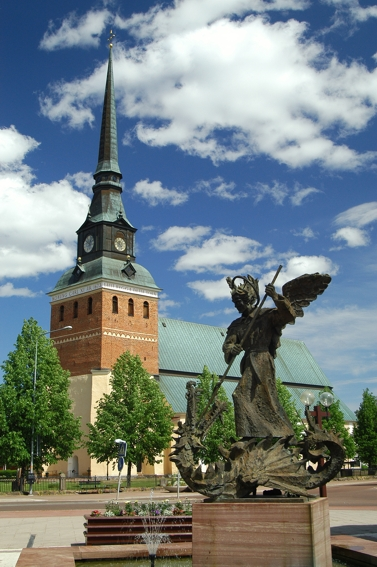
Staty över Sankt Mikael och draken (1980), brons, av Per Nilsson-Öst, Sankt Mikael dräper draken, motivet finns i Mora stadsvapen.

## Sport

### Ishockey
Mora IK, bildat 1935, är Dalarnas äldsta ishockeyförening. Under säsongerna 2004/2005 – 2007/2008 spelade Mora IK i Elitserien (nuvarande SHL), men spelar sedan säsongen 2008/2009 i den näst högsta serien, Allsvenskan. Den 1 april 2017 besegrade Mora IK ärkerivalen Leksands IF och spelade därmed återigen i landets högsta serie SHL säsongen 2017/2018. Sejouren i högsta serien blev emellertid kortvarig. Den 5 april 2019 degraderades åter klubben, när Leksands IF tog hem matchserien i kvalet med 4–1. Därmed spelar åter Mora IK i hockeyallsvenskan. Lagets hemmaarena heter Smidjegrav Arena. Första helgen varje år arrangeras juniorturneringen FM Mattsson Cup, som är en av de största i Europa.

### Skidåkning

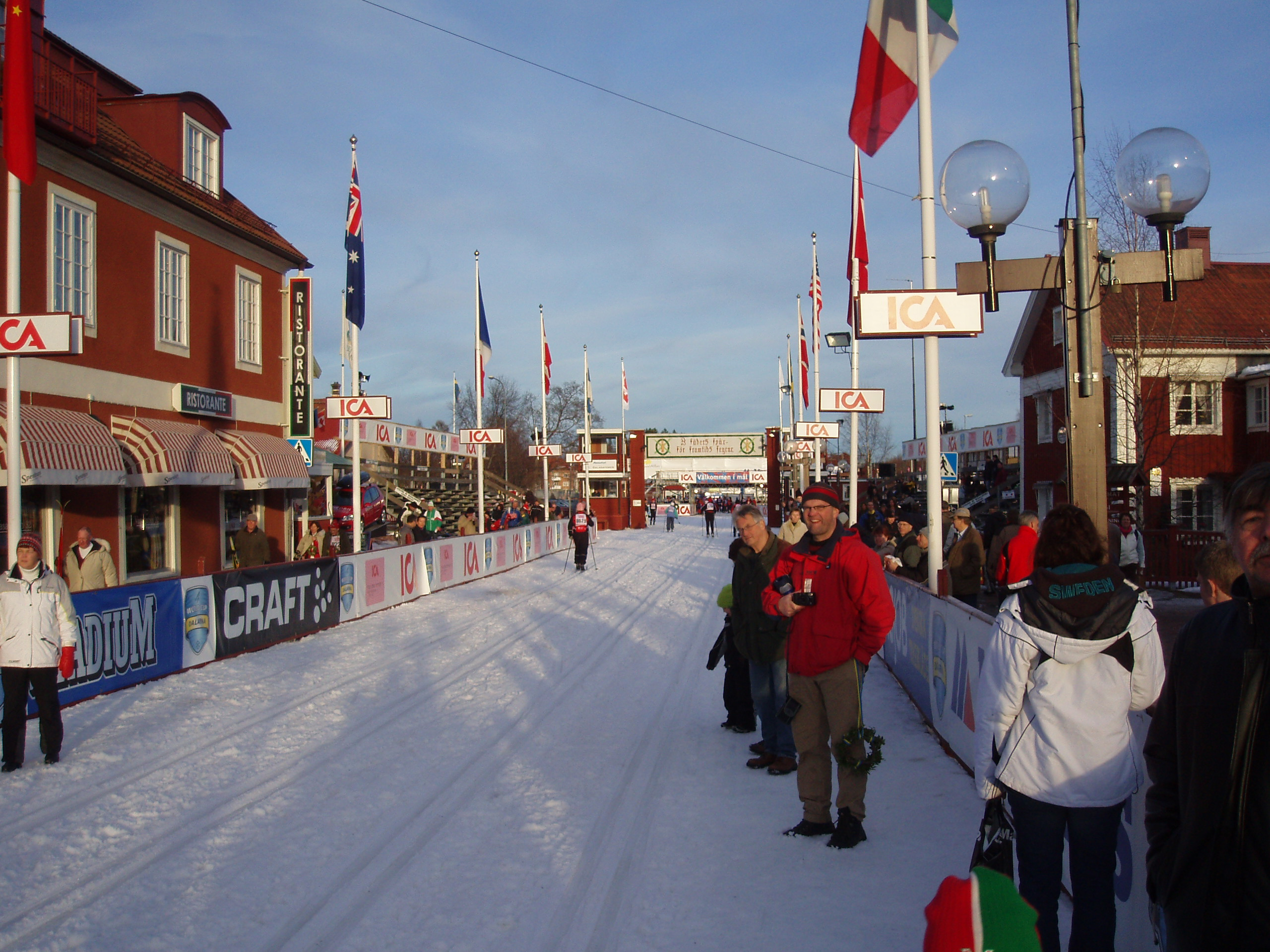
Vasaloppets målgång sker i Mora.

Den första söndagen i mars varje år anordnas skidtävlingen Vasaloppet med start i Sälen och målgång i Mora. IFK Mora skidklubb är en av landets största idrottsföreningar med massor av medaljer i meritlistan. En av föreningens mest berömda medlemmar är Nils "Mora-Nisse" Karlsson, som vunnit Vasaloppet nio gånger.
Under Vasaloppsveckan (veckan innan Vasaloppet) arrangeras även flertalet andra skidtävlingar såsom Öppet spår och Tjejvasan. Sammantaget lockar arrangemangen upp emot 100 000 besökare till Mora.

### Innebandy
Innebandylaget KAIS Mora IF ligger i topp i Sverige med SM för ungdomslagen, samt damlag i SSL.
Till säsongen 2014/2015 spelar även herrlaget i högsta serien SSL.

### Övrigt
Under sommarmånaderna anordnas även tävlingar i kyrkbåtsrodd på Siljan.

### Idrottsutbildningar
På Mora gymnasium finns fem olika idrottsutbildningar:
- Ishockey
- Skidåkning och skidorientering  (Riksidrottsgymnasium)
- Mountainbikeorientering
- Innebandy
- Fotboll

## Kända personer från Mora

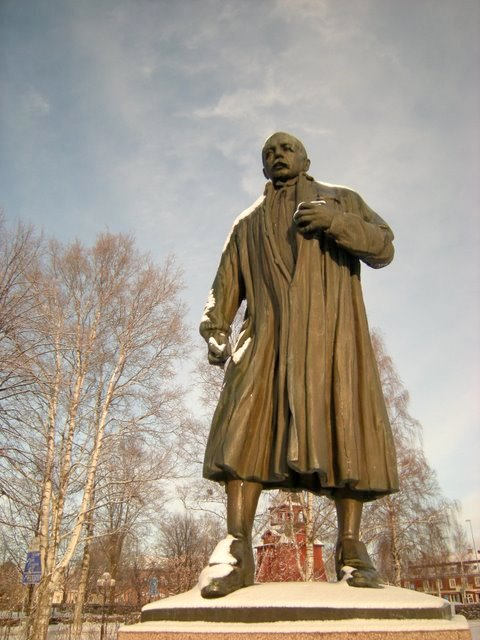
Anders Zorn som staty, gjord av Christian Eriksson.

- Jonas Buud, svensk ultradistanslöpare och världsmästare.
- Joacim Cans, sångare i heavy metal-bandet Hammerfall.
- Olle Goop, travtränare.
- Nils "Mora-Nisse" Karlsson, skidåkare
- Jon Olsson, professionell freestyle-skidåkare.
- Hans Olsson, alpin skidåkare
- Sven Ivar Seldinger, läkare (radiolog) och uppfinnare inom det angiografiska området.
- Anders Zorn, världskänd målare och skulptör.
- Lia Larsson, artist (epadunk), influerare
- Mikael Nord Andersson, musiker, låtskrivare, musikproducent
- Thobias Eriksson Brodin, yngste svensk att besöka hela Europa